# Charles Hervoche
Charles Louis Hervoche, né le 29 avril 1885 à Bourges et mort le 2 février 1944  à Nantes, est un athlète français, spécialiste du saut en longueur.

## Biographie
Charles Louis Hervoche est le fils d'Eugénie Marie Anne Hervoche et d'un père inconnu.
En 1904, il entame une carrière au rugby, au Stade nantais université club de Nantes. Il tiendra plus tard le poste de trois-quarts aile et portera le brassard de capitaine.
En 1908, il est le premier Français à dépasser les 7 mètres en saut en longueur.
Il épouse en septembre 1919, à Nantes, Olga Marie Louise Gourraud (1896-1988), originaire de Cholet,,. Au moment du mariage, les époux résident à Nantes, lui au n°3 place de la Monnaie et elle au n°3 rue de Gorges.
Il termine ses études de médecine à Bordeaux, et préconise dans sa thèse de doctorat la nécessité d'établir, pour chaque nouveau pratiquant sportif, un certificat médical constatant ses aptitudes physiques.
Dans le cadre de la Première guerre mondiale, Charles Hervoche est mobilisé du 2 août 1914 au 5 avril 1919 et est décoré de la Croix de guerre,.
Il devient propriétaire du château du Croissant à Nantes à partir de 1937.
Il est mort subitement après une embolie.

### Palmarès
- Championnats de France d'athlétisme :
  - vainqueur du saut en longueur en 1907 et 1908
  - vainqueur du 110 m haies en 1909

### Records
| Épreuve          | Performance | Lieu        | Date |
| ---------------- | ----------- | ----------- | ---- |
| Saut en longueur | 7,005 m     | Saint-Cloud | 1908 |